# Lithobates forreri
Lithobates forreri är en groddjursart som först beskrevs av George Albert Boulenger 1883.  Lithobates forreri ingår i släktet Lithobates och familjen egentliga grodor. IUCN kategoriserar arten globalt som livskraftig. Inga underarter finns listade i Catalogue of Life.